# Frei-Gößnitzbach
Der Frei-Gößnitzbach ist ein fast 13 Kilometer langer Bach im Bezirk Voitsberg in der Weststeiermark. Der Frei-Gößnitzbach durchfließt auf seiner gesamten Länge einen Graben zwischen Erhebungen und Ausläufern der Stubalpe. Er entspringt am östlichen Hang des Höhenzugs zwischen dem Wölkerkogel und dem Spengerkogel. Ab seinem Mittellauf bildet er die Gemeindegrenze zwischen Edelschrott und Maria Lankowitz, ehe er von rechts kommend bei der Packer Straße (B 70) in den Gößnitzbach mündet.

## Verlauf
Der Frei-Gößnitzbach entspringt in einem Waldgebiet am östlichen Hang des zwischen dem Wölkerkogel im Norden und dem Spengerkogel im Süden verlaufenden Höhenzugs, etwa 930 Meter westlich der Spengermichledenalm auf etwa 1339 m ü. A. Er fließt anfangs nach Südosten, biegt aber nach etwa 500 Metern südwestlich der Spengermichledenalm nach Ostsüdost ab. Nach rund 2,1 Kilometern schwenkt der Bach bei der Streusiedlung Gößnitzwinkel seinen Lauf nach Südosten. Auf diesem Abschnitt fließt er an der Streusiedlung Hochgößnitz vorbei. Nach etwa 3,7 Kilometern biegt der Frei-Gößnitzbach südwestlich der Streusiedlung Strantzgraben nach Norden ab um einen nordwärts streichenden Ausläufer des Kreuzbergs zu umrunden. Diesen Nordkurs behält er aber nur für rund 230 Meter bei, ehe er nach Osten abbiegt. Auf diesem Abschnitt fließt er am Weiler Strantzgraben vorbei. Etwa nach 2 Kilometern nimmt der Bach südöstlich von Strantzgraben einen Ostsüdostkurs ein, wobei er am Dorf Gößnitz, der Streusiedlung Kuhschweif und dem Ortsteil Unterer Kreuzberg vorbeifließt. Nach etwa 2,8 Kilometern ändert der Frei-Gößnitzbach südöstlich von Kuhschweif, kurz nach der Einmündung des Reinschleiferbachs, ein letztes Mal seinen Verlauf, dieses Mal nach Nordosten. Auf diesem etwas mäandernden Kurs bleibt er auch, bevor unmittelbar westlich der Packer Straße (B 70), die hier zwischen Puchbach und Edelschrott verläuft, in den Gößnitzbach mündet.
Der Frei-Gößnitzbach markiert ab der Mündung des Winkel-Schleiferbaches in seinen Oberlauf die Gemeindegrenze zwischen Maria Lankowitz im Norden und Edelschrott im Süden. Dieser Abschnitt bildet gleichzeitig auch die Grenze zwischen den Katastralgemeinden Gößnitz im Norden und Kreuzberg im Süden.

## Nebenflüsse
| Zuläufe und Bauwerke \| Frei-Gößnitzbach \| Frei-Gößnitzbach \| Frei-Gößnitzbach \| Frei-Gößnitzbach \| Frei-Gößnitzbach \| \| ---------------- \| -------------------- \| ---------------- \| ---------------- \| ---------------- \| \| Legende \| \| \| \| \| \| \| Maria Lankowitz \| \| Maria Lankowitz \| \| \| \| \| \| \| \| \| \| \| \| Rauschenbach \| \| \| \| Puffingbachl \| \| \| \| \| \| Lazarusbachl \| \| \| \| \| \| Winkel-Schleiferbach \| \| \| \| \| \| Edelschrott \| \| Maria Lankowitz \| \| \| \| Veitbauerbach \| \| \| \| \| \| Gaberlbach \| \| \| \| \| \| Steinwendlerbach \| \| \| \| \| \| Oberländerbach \| \| \| \| \| \| \| \| Gößlerbachl \| \| \| \| Schattgösslerbach \| \| \| \| \| \| \| \| Frischerbachl \| \| \| \| Klomatbach \| \| \| \| \| \| Wessveitbach \| \| \| \| \| \| Reinschleiferbach \| \| \| \| \| \| Wessbach \| \| \| \| \| Gößnitzbach \| \| \| \| \| |                      |  |                 |  |
| Frei-Gößnitzbach |                      |  |                 |  |
| Legende |                      |  |                 |  |
| | Maria Lankowitz      |  | Maria Lankowitz |  |
| |                      |  |                 |  |
| |                      |  | Rauschenbach    |  |
| | Puffingbachl         |  |                 |  |
| | Lazarusbachl         |  |                 |  |
| | Winkel-Schleiferbach |  |                 |  |
| | Edelschrott          |  | Maria Lankowitz |  |
| | Veitbauerbach        |  |                 |  |
| | Gaberlbach           |  |                 |  |
| | Steinwendlerbach     |  |                 |  |
| | Oberländerbach       |  |                 |  |
| |                      |  | Gößlerbachl     |  |
| | Schattgösslerbach    |  |                 |  |
| |                      |  | Frischerbachl   |  |
| | Klomatbach           |  |                 |  |
| | Wessveitbach         |  |                 |  |
| | Reinschleiferbach    |  |                 |  |
| | Wessbach             |  |                 |  |
| Gößnitzbach |                      |  |                 |  |